# Lerik (raion)
Pour les articles homonymes, voir Lerik.
Lerik est l'une des 78 subdivisions de l'Azerbaïdjan. Sa capitale se nomme Lerik.

## Villes
- Lerik

## Galerie

### image de la nature

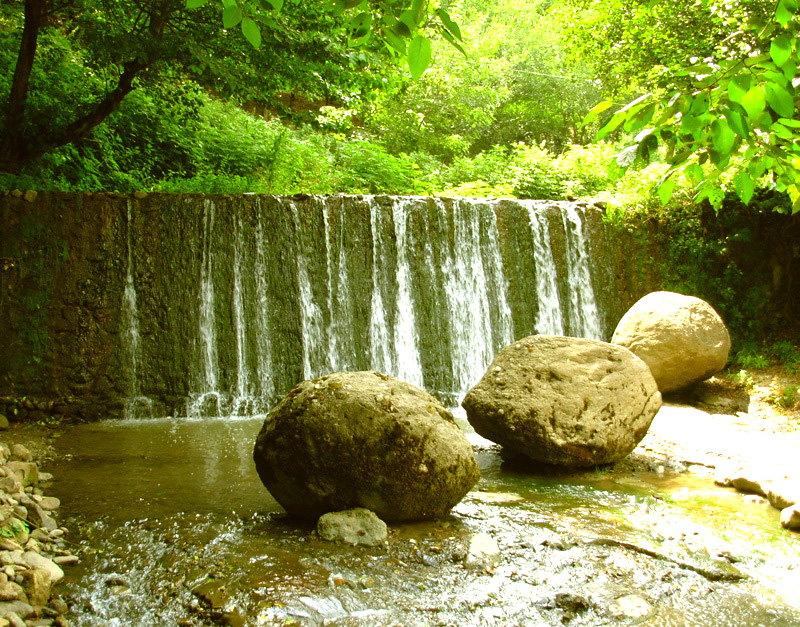
Lerik, Azerbaijan
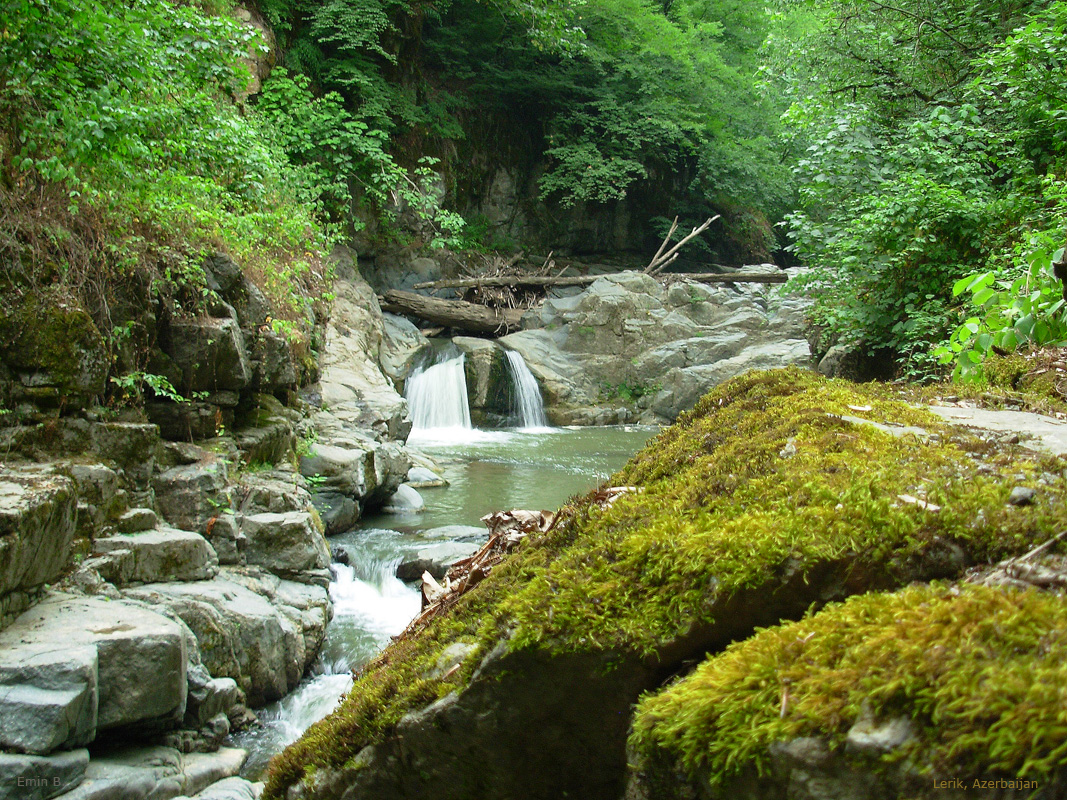
Lerik, Azerbaijan
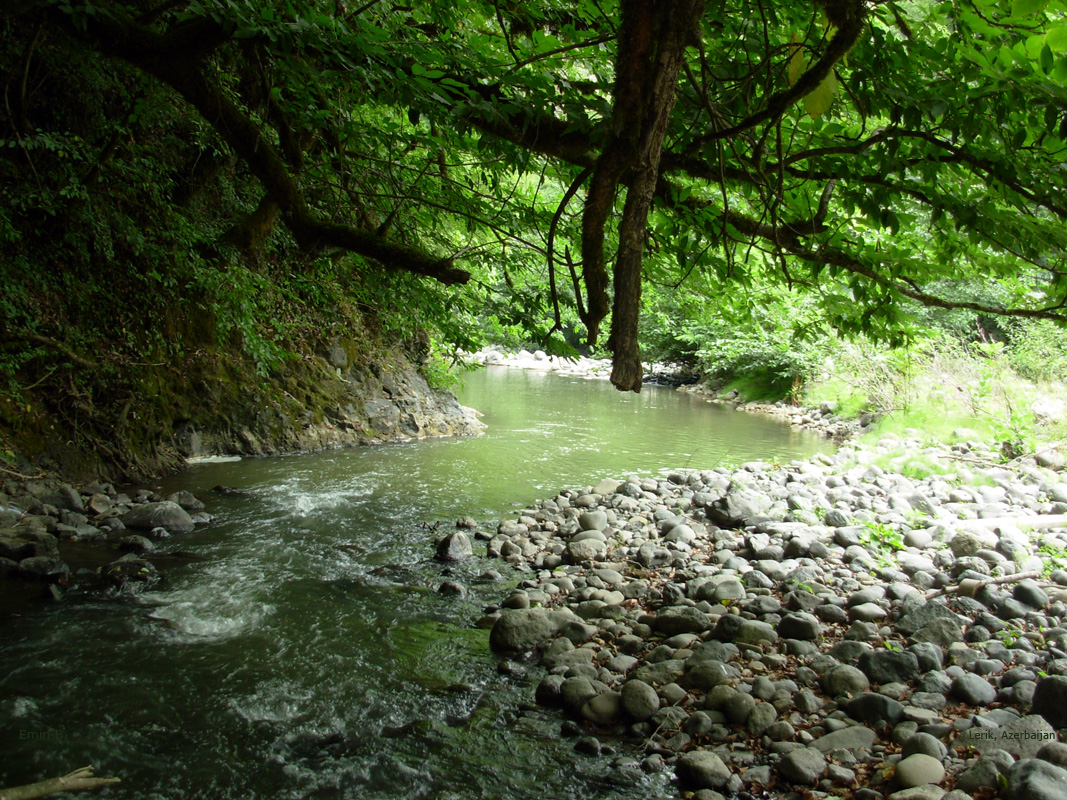
Lerik, Azerbaijan